# DJ Illvibe

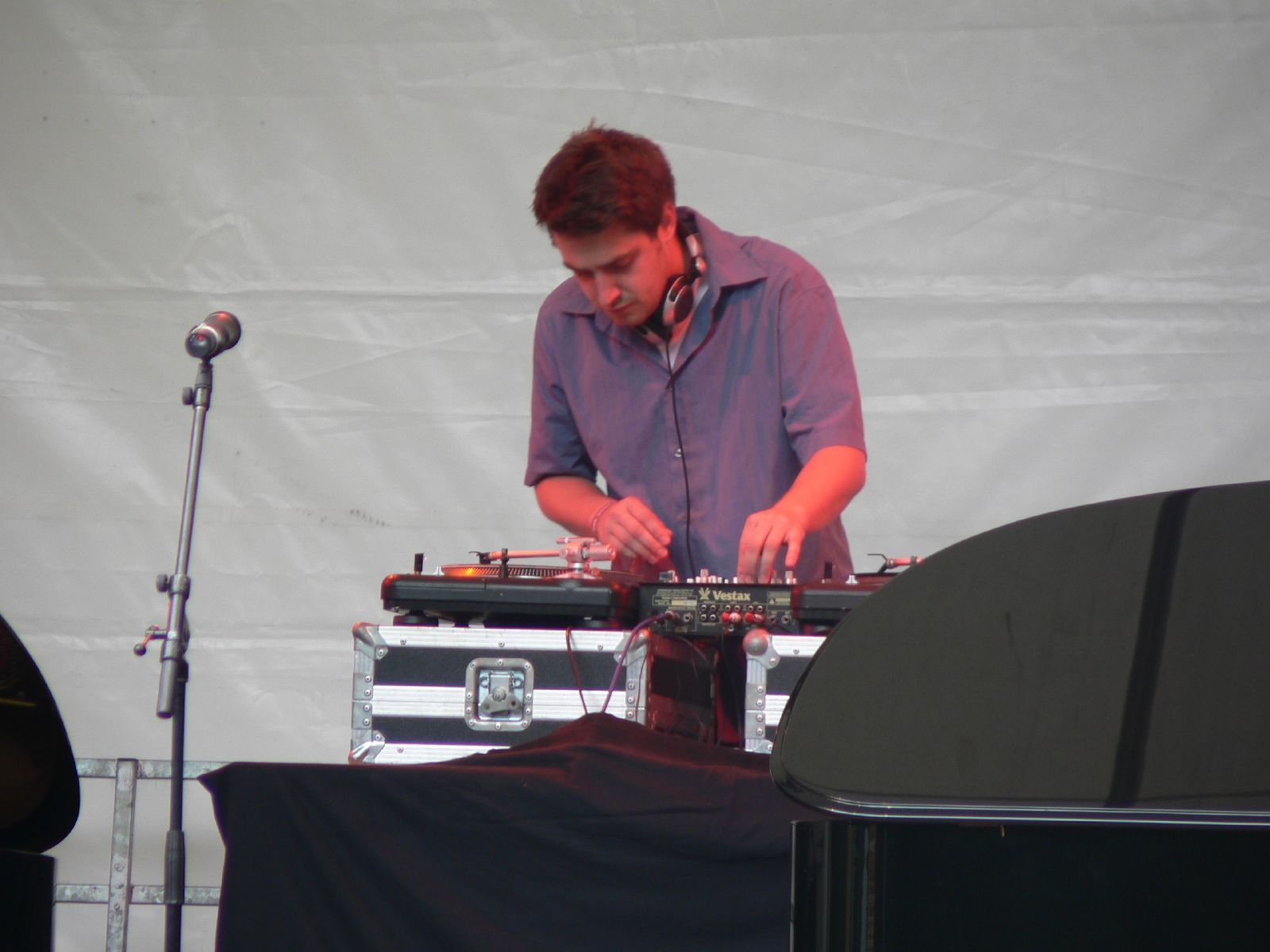
DJ Illvibe (2007)

DJ Illvibe (* 1980 in Berlin; eigentlich Vincent Graf von Schlippenbach) ist ein deutscher Musiker.
Er war bis 2005 DJ der Dancehallband Seeed und bis 2004 DJ der Berliner Hip-Hop-Gruppe Moabeat. Er ist ein Teil des Produzententeams The Krauts sowie der Jazz-Band Lychee Lassi.

## Leben
Er ist der Sohn des Jazzpianisten Alexander von Schlippenbach. Zusammen mit diesem und dessen Frau Aki Takase veröffentlichte er 2005 das Album Lok. 03.
Bereits mit 15 Jahren begann er in Hip-Hop-Clubs aufzulegen. Sein Abitur absolvierte er 1999 an der Erich-Hoepner-Oberschule in Berlin. In diesem Jahr wurde er auch Mitglied der Band Lychee Lassi. Des Weiteren war er Live-DJ bei Auftritten einiger Bands (z. B. bei Das Department und bei nuBox, mit denen er 2005 auf dem Jazzfestival in Frankfurt am Main auftrat). Heute arbeitet er an vielen Musikprojekten in Berlin aktiv mit und ist DJ in Berliner Clubs.
Neben David Conen und Peter Fox zählt er zu den einzigen Autoren, die zwei Mal beim Bundesvision Song Contest gewannen. 2006 wirkte er als Autor beim Siegertitel Ding von Seeed und 2009 bei Schwarz zu blau von Peter Fox mit. Zusammen mit Conen schrieb er insgesamt fünf Lieder, die an dem Wettbewerb teilnahmen, was auch einen Rekord für die meisten Teilnahmen darstellt.

## Diskografie

### Alben
- 2005: Lok 03 (mit Alexander von Schlippenbach & Aki Takase)
- 2006: Believer (Carlos Bica & Azul feat. Special Guest DJ Illvibe)
- 2007: Next Twist (nuBox feat. DJ Illvibe)
- 2012: Christopher Rumble God’s Command (Demian Kappenstein + DJ Illvibe)
- 2019: I Am the Escaped One (mit Carlos Bica & Daniel Erdmann)
- 2019: Bochum Berlin (mit Handsome Couple [Simon Camatta & ST Kirchhhoff])

### Singles
- 2002: Swingback (Rookiee feat. Danny Bruder & DJ Illvibe)

### Autorenbeteiligungen und Produktionen
DJ Illvibe als Autor (A) und Produzent (P) in den Charts

| Jahr | Titel Interpretation                                                  | Höchstplatzierung, Gesamtwochen, AuszeichnungChartplatzierungen (Jahr, Titel, Interpretation, Platzierungen, Wochen, Auszeichnungen, Anmerkungen) | Höchstplatzierung, Gesamtwochen, AuszeichnungChartplatzierungen (Jahr, Titel, Interpretation, Platzierungen, Wochen, Auszeichnungen, Anmerkungen) | Höchstplatzierung, Gesamtwochen, AuszeichnungChartplatzierungen (Jahr, Titel, Interpretation, Platzierungen, Wochen, Auszeichnungen, Anmerkungen) | Höchstplatzierung, Gesamtwochen, AuszeichnungChartplatzierungen (Jahr, Titel, Interpretation, Platzierungen, Wochen, Auszeichnungen, Anmerkungen) | Anmerkungen                                                    | [↑]: gemeinsam behandelt mit vorhergehendem Eintrag; [←]: in beiden Charts platziert |
| Jahr | Titel Interpretation                                                  | DE | AT | CH | UK | Anmerkungen                                                    |                                                                                      |
| --- | --------------------------------------------------------------------- | --- | --- | --- | --- | -------------------------------------------------------------- | ------------------------------------------------------------------------------------ |
| 2001 | Dickes B A Seeed feat. Black Kappa                                    | DE27 (17 Wo.)DE | AT68 (3 Wo.)AT | CH91 (1 Wo.)CH | — | Erstveröffentlichung: 2. April 2001                            |                                                                                      |
| 2001 | Dancehall Caballeros A Seeed                                          | DE44 (9 Wo.)DE | — | — | — | Erstveröffentlichung: 13. August 2001                          |                                                                                      |
| 2003 | Music Monks A Seeed                                                   | DE27 (9 Wo.)DE | AT28 (13 Wo.)AT | CH81 (2 Wo.)CH | — | Erstveröffentlichung: 12. Mai 2003                             |                                                                                      |
| 2003 | What You Deserve Is What You Get A Seeed                              | DE48 (6 Wo.)DE | AT42 (4 Wo.)AT | CH65 (2 Wo.)CH | — | Erstveröffentlichung: 31. Oktober 2003                         |                                                                                      |
| 2004 | Release A, P Seeed                                                    | DE54 (8 Wo.)DE | AT47 (8 Wo.)AT | CH71 (2 Wo.)CH | — | Erstveröffentlichung: 21. Juni 2004                            |                                                                                      |
| 2005 | Schwinger / Good to Know (engl. Version) A, P Seeed                   | DE68 (9 Wo.)DE | AT57 (5 Wo.)AT | — | — | Erstveröffentlichung: 25. November 2005                        |                                                                                      |
| 2006 | Ding / Thing (engl. Version) A, P Seeed / Seeed feat. Saïan Supa Crew | DE5 Gold · (26 Wo.)DE | AT4 (32 Wo.)AT | CH27 (19 Wo.)CH | — | Erstveröffentlichung: 10. Februar 2006 Verkäufe: + 150.000     |                                                                                      |
| 2007 | Louder A Boundzound                                                   | DE17 (11 Wo.)DE | AT33 (12 Wo.)AT | — | — | Erstveröffentlichung: 13. April 2007                           |                                                                                      |
| 2007 | Stay Alive A Boundzound                                               | DE85 (1 Wo.)DE | — | — | — | Erstveröffentlichung: 14. September 2007                       |                                                                                      |
| 2008 | Alles neu A, P Peter Fox                                              | DE4 ×5Fünffachgold · (51 Wo.)DE | AT11 Gold · (38 Wo.)AT | CH49 (9 Wo.)CH | — | Erstveröffentlichung: 15. August 2008 Verkäufe: + 765.000      |                                                                                      |
| 2008 | Haus am See A, P Peter Fox                                            | DE8 ×5Fünffachgold · (70 Wo.)DE | AT6 Gold · (83 Wo.)AT | CH16 (43 Wo.)CH | — | Erstveröffentlichung: 17. Oktober 2008 Verkäufe: + 765.000     |                                                                                      |
| 2009 | Schwarz zu blau A, P Peter Fox                                        | DE3 ×3Dreifachgold · (26 Wo.)DE | AT17 (14 Wo.)AT | CH36 (5 Wo.)CH | — | Erstveröffentlichung: 6. Februar 2009 Verkäufe: + 450.000      |                                                                                      |
| 2009 | She Moved In! A, P Miss Platnum                                       | DE51 (7 Wo.)DE | AT72 (1 Wo.)AT | — | — | Erstveröffentlichung: 21. August 2009                          |                                                                                      |
| 2010 | Verstrahlt A, P Marteria feat. Yasha                                  | DE32 Gold · (10 Wo.)DE | AT30 (4 Wo.)AT | — | — | Erstveröffentlichung: 13. August 2010 Verkäufe: + 150.000      |                                                                                      |
| 2011 | Sekundenschlaf A, P Marteria feat. Peter Fox                          | DE58 (6 Wo.)DE | — | — | — | Erstveröffentlichung: 4. März 2011                             |                                                                                      |
| 2012 | Ill Manors A Plan B                                                   | — | — | — | UK6 Silber · (10 Wo.)UK | Erstveröffentlichung: 25. März 2012 Verkäufe: + 200.000        |                                                                                      |
| 2012 | Lila Wolken A, P Marteria / Yasha / Miss Platnum                      | DE1 Diamant · (49 Wo.)DE | AT22 Gold · (31 Wo.)AT | CH11 Platin · (27 Wo.)CH | — | Erstveröffentlichung: 14. September 2012 Verkäufe: + 1.045.000 |                                                                                      |
| 2012 | Feuer A, P Marteria / Yasha / Miss Platnum                            | DE52 (9 Wo.)DE[AT: ↑][CH: ↑] | AT22 Gold · (31 Wo.)AT | CH11 Platin · (27 Wo.)CH | — | Erstveröffentlichung: 14. September 2012                       |                                                                                      |
| 2013 | Haus am See A Heino                                                   | DE96 (1 Wo.)DE | — | — | — | Erstveröffentlichung: 1. Februar 2013                          |                                                                                      |
| 2013 | Strand A, P Yasha                                                     | DE19 (13 Wo.)DE | AT74 (1 Wo.)AT | CH73 (1 Wo.)CH | — | Erstveröffentlichung: 31. Mai 2013                             |                                                                                      |
| 2013 | Big Bang A Marteria                                                   | DE40 (3 Wo.)DE | — | — | — | Erstveröffentlichung: 30. August 2013                          |                                                                                      |
| 2013 | Bengalische Tiger A, P Marteria                                       | DE49 (3 Wo.)DE | — | — | — | Erstveröffentlichung: 6. November 2013                         |                                                                                      |
| 2013 | Kids (2 Finger an den Kopf) A, P Marteria                             | DE6 Gold · (25 Wo.)DE | AT5 (20 Wo.)AT | CH57 (2 Wo.)CH | — | Erstveröffentlichung: 6. Dezember 2013 Verkäufe: + 150.000     |                                                                                      |
| 2014 | OMG! A, P Marteria                                                    | DE8 ×3Dreifachgold · (26 Wo.)DE | AT27 (11 Wo.)AT | CH42 (8 Wo.)CH | — | Erstveröffentlichung: 24. Januar 2014 Verkäufe: + 450.000      |                                                                                      |
| 2014 | Welt der Wunder A, P Marteria                                         | DE75 Gold · (5 Wo.)DE | — | — | — | Erstveröffentlichung: 23. Mai 2014 Verkäufe: + 150.000         |                                                                                      |
| 2015 | Illegalize It A Marsimoto                                             | DE88 (1 Wo.)DE | — | — | — | Erstveröffentlichung: 22. April 2015                           |                                                                                      |
| 2017 | Aliens A, P Marteria feat. Teutilla                                   | DE41 (6 Wo.)DE | — | — | — | Erstveröffentlichung: 17. März 2017                            |                                                                                      |
| 2017 | Das Geld muss weg A, P Marteria                                       | DE37 Gold · (9 Wo.)DE | — | — | — | Erstveröffentlichung: 5. Mai 2017 Verkäufe: + 200.000          |                                                                                      |
| 2017 | Scotty beam mich hoch A, P Marteria                                   | DE62 (2 Wo.)DE | — | — | — | Erstveröffentlichung: 22. September 2017                       |                                                                                      |
| 2018 | Champion Sound A, P Marteria & Casper                                 | DE65 (2 Wo.)DE | — | — | — | Erstveröffentlichung: 29. Juni 2018                            |                                                                                      |
| 2018 | Supernova A, P Marteria & Casper                                      | DE46 (4 Wo.)DE | AT71 (1 Wo.)AT | — | — | Erstveröffentlichung: 10. August 2018                          |                                                                                      |
| 2018 | Chardonnay & Purple Haze A, P Marteria & Casper                       | DE44 (3 Wo.)DE | — | — | — | Erstveröffentlichung: 24. August 2018                          |                                                                                      |
| 2019 | Alle Jubilare wieder A, P Dendemann feat. Casper                      | DE100 (1 Wo.)DE | — | — | — | Erstveröffentlichung: 22. Januar 2019                          |                                                                                      |
| 2019 | Ticket P Seeed                                                        | DE63 (8 Wo.)DE | — | — | — | Erstveröffentlichung: 11. April 2019                           |                                                                                      |
| 2019 | Lass sie gehn A, P Seeed                                              | DE42 (1 Wo.)DE | — | — | — | Erstveröffentlichung: 26. Juli 2019                            |                                                                                      |
| 2019 | G€LD A, P Seeed                                                       | DE59 (7 Wo.)DE | — | — | — | Erstveröffentlichung: 20. September 2019                       |                                                                                      |
| 2020 | Hale-Bopp A Seeed                                                     | DE55 (11 Wo.)DE | — | — | — | Erstveröffentlichung: 31. Juli 2020                            |                                                                                      |
| 2021 | Niemand bringt Marten um A, P Marteria                                | DE10 Gold · (12 Wo.)DE | AT55 (1 Wo.)AT | CH76 (1 Wo.)CH | — | Erstveröffentlichung: 12. März 2021 Verkäufe: + 200.000        |                                                                                      |
| 2021 | Paradise Delay A, P Marteria, DJ Koze                                 | DE78 (1 Wo.)DE | — | — | — | Erstveröffentlichung: 30. April 2021                           |                                                                                      |
| 2021 | Love, Peace & Happiness A, P Marteria feat. Inéz & Yasha              | DE75 (2 Wo.)DE | — | — | — | Erstveröffentlichung: 17. September 2021                       |                                                                                      |
| 2022 | Zukunft Pink A, P Peter Fox feat. Inéz                                | DE1 Platin · (58 Wo.)DE | AT3 Platin · (40 Wo.)AT | CH21 Platin · (10 Wo.)CH | — | Erstveröffentlichung: 20. Oktober 2022 Verkäufe: + 450.000     |                                                                                      |
| 2023 | Vergessen wie A, P Peter Fox                                          | DE11 (6 Wo.)DE | AT40 (1 Wo.)AT | — | — | Erstveröffentlichung: 3. März 2023                             |                                                                                      |
| 2023 | Weiße Fahnen A, P Peter Fox                                           | DE29 (1 Wo.)DE | AT74 (1 Wo.)AT | — | — | Erstveröffentlichung: 17. März 2023                            |                                                                                      |
| 2023 | Ein Auge blau A, P Peter Fox                                          | DE14 (6 Wo.)DE | AT39 (1 Wo.)AT | — | — | Erstveröffentlichung: 14. April 2023                           |                                                                                      |
| 2023 | Toscana Fanboys P Peter Fox feat. Adriano Celentano                   | DE50 (3 Wo.)DE | — | — | — | Erstveröffentlichung: 16. Juni 2023                            |                                                                                      |
| Folgende Lieder erschienen nicht als Single, wurden aber durch das Album zum Download und Streaming bereitgestellt und konnten somit eine Platzierung erlangen: |                                                                       | | | | |                                                                |                                                                                      |
| |                                                                       | | | | |                                                                |                                                                                      |
| 2014 | Die Nacht ist mit mir A, P Marteria feat. Campino                     | DE99 (1 Wo.)DE | — | — | — | Erstveröffentlichung: 13. Februar 2014                         |                                                                                      |
| 2017 | El Presidente A, P Marteria                                           | DE71 (1 Wo.)DE | — | — | — | Charteinstieg: 2. Juni 2017                                    |                                                                                      |
| 2017 | Tauchstation A, P Marteria                                            | DE83 (1 Wo.)DE | — | — | — | Charteinstieg: 2. Juni 2017                                    |                                                                                      |
| 2017 | Roswell A, P Marteria                                                 | DE86 (1 Wo.)DE | — | — | — | Charteinstieg: 2. Juni 2017                                    |                                                                                      |
| 2017 | Blue Marlin A, P Marteria                                             | DE88 (1 Wo.)DE | — | — | — | Charteinstieg: 2. Juni 2017                                    |                                                                                      |
| 2017 | Cadillac A, P Marteria                                                | DE99 (1 Wo.)DE | — | — | — | Charteinstieg: 2. Juni 2017                                    |                                                                                      |
| 2018 | Adrenalin A, P Marteria & Casper                                      | DE59 (1 Wo.)DE | — | — | — | Charteinstieg: 7. September 2018                               |                                                                                      |
| 2018 | 1982 (Als ob’s gestern war) A, P Marteria & Casper                    | DE67 (1 Wo.)DE | — | — | — | Charteinstieg: 7. September 2018                               |                                                                                      |
| 2018 | Willkommen in der Vorstadt A, P Marteria & Casper                     | DE73 (1 Wo.)DE | — | — | — | Charteinstieg: 7. September 2018                               |                                                                                      |
| 2019 | Sie is geladen A, P Seeed feat. Nura                                  | DE88 (1 Wo.)DE | — | — | — | Charteinstieg: 11. Oktober 2019                                |                                                                                      |
| 2023 | Tuff Cookie A, P Peter Fox                                            | DE20 (4 Wo.)DE | AT60 (1 Wo.)AT | — | — | Charteinstieg: 2. Juni 2023                                    |                                                                                      |

## Auszeichnungen für Musikverkäufe
| Goldene Schallplatte - Deutschland - 2023: für die Autorenbeteiligung/Produktion Endboss (Marteria) |

Anmerkung: Auszeichnungen in Ländern aus den Charttabellen bzw. Chartboxen sind in ebendiesen zu finden.
| Land/RegionAuszeichnungen für Musikverkäufe (Land/Region, Auszeichnungen, Verkäufe, Quellen) | Silber  | Gold       | Platin       | Diamant  | Verkäufe  | Quellen           |
| -------------------------------------------------------------------------------------------- | ------- | ---------- | ------------ | -------- | --------- | ----------------- |
| Deutschland (BVMI)                                                                           | —       | 11× Gold11 | 7× Platin7   | Diamant1 | 4.950.000 | musikindustrie.de |
| Österreich (IFPI)                                                                            | —       | 3× Gold3   | Platin1      | —        | 75.000    | ifpi.at           |
| Schweiz (IFPI)                                                                               | —       | —          | 2× Platin2   | —        | 50.000    | hitparade.ch      |
| Vereinigtes Königreich (BPI)                                                                 | Silber1 | —          | —            | —        | 200.000   | bpi.co.uk         |
| Insgesamt                                                                                    | Silber1 | 15× Gold15 | 10× Platin10 | Diamant1 |           |                   |